# Ducado de Bedford

Escudo de armas del Duque de Bedford.

Los títulos nobiliarios conde o duque de Bedford (nombrados a partir de Bedford, Inglaterra) fueron creados varias veces en la nobleza del Reino de Inglaterra, no en la del Reino Unido ni en la de Gran Bretaña.

## Historia
Fue creado por primera vez en el siglo XIV para Enguerrand VII de Coucy, yerno de Eduardo III. Más tarde, el Ducado de Bedford es creado para el tercer hijo de Enrique IV, Juan de Lancaster, que fue regente de Francia.
Fue creado de nuevo en 1470, para George Nevill, un sobrino de Ricardo Neville, Conde de Warwick, y de nuevo en 1485, ahora para Jasper Tudor, tío de Enrique VII.
La actual familia Russell detenta los títulos de "Conde y Duque de Bedford". John Russell, un consejero próximo de Enrique VIII y de Eduardo VI, fueron titulados Conde de Bedford en 1551, y su descendiente, William (o 5.º Conde), fue titulado Duque luego de la Revolución Gloriosa.
Los títulos subsidiarios de Duque de Bedford (todos en los Pares de Inglaterra) son Marqués de Tavistock (creado em 1694), Conde de Bedford (1550), Barón Russell, de Cheneys (1539), Barón Russell de Thornhaugh en el Condado de Northampton (1603) y Barón Howland de Streatham en el Condado de Surrey (1695) (y posiblemente el "Baronado extinto de Bedford", que se incorporó al ducado en 1138, 1366 o 1414). El título de cortesía de hijo más grande o mayor y heredado del Duque de Bedford es Marqués de Tavistock.
El sitio de la familia es Woburn Abbey, puerto de Milton Keynes, Buckinghamshire.

## Condes de Bedford, primera creación (1138)
- Hugo de Beaumont, 1.º Conde de Bedford, condado concedido por Esteban (confiscado en 1142).

## Condes de Bedford, segunda creación (1366)
- Enguerrand VII de Coucy, 1.º Conde de Bedford (1340-1397) (renunciado en 1377)

## Duques de Bedford, primera creación (1414)
- Juan de Lancaster, Duque de Bedford (1389-1435)

## Duques de Bedford, segunda creación (1470)
- George Neville, Duque de Bedford (1457-1483) (confiscado en 1478)

## Duques de Bedford, tercera creación (1485)
- Jasper Tudor, 1.º Duque de Bedford (1431-1495)

## Condes de Bedford, tercera creación (1551)
- John Russell, I conde de Bedford (1485-1555)
- Francis Russell, II conde de Bedford (1527-1585)
- Edward Russell, 3.º Conde de Bedford (1572-1627)
- Francis Russell, 4.º Conde de Bedford (1593-1641)
- William Russell, 5.º Conde de Bedford (tornose Duque de Bedford en 1694) (1616-1700)

## Duques de Bedford, cuarta creación (1694)
- William Russell, 1.º Duque de Bedford (1616–1700)
- Wriothesley Russell, 2.º Duque de Bedford (1680–1711)
- Wriothesley Russell, 3.º Duque de Bedford (1708–1732)
- John Russell, 4.º Duque de Bedford (1710–1771)
- Francis Russell, 5.º Duque de Bedford (1765–1802)
- John Russell, 6.º Duque de Bedford (1766–1839, botánico)
- Francis Russell, 7.º Duque de Bedford (1788–1861)
- William Russell, 8.º Duque de Bedford (1809–1872)
- Francis Charles Hastings Russell, 9.º Duque de Bedford (1819–1891)
- George William Francis Sackville Russell, 10.º Duque de Bedford (1852–1893)
- Herbrand Arthur Russell, 11.º Duque de Bedford (1858–1940)
- Hastings William Sackville Russell, 12.º Duque de Bedford (1888–1953)
- John Robert Russell, 13.º Duque de Bedford (1917–2002)
- Henry Robin Ian Russell, 14.º Duque de Bedford (1940–2003)
- Andrew Ian Henry Russell, 15.º Duque de Bedford (n. 1962)

El heredero aparente es Henry Robin Charles Russell, Marqués de Tavistock (n. 2005).
- Datos: Q1264488
- Multimedia: Dukes of Bedford / Q1264488